# Leptopelis ocellatus
Leptopelis ocellatus és una espècie de granota de la família dels hiperòlids que viu al Camerun, la República del Congo, la República Democràtica del Congo, Guinea Equatorial, Gabon i, possiblement també, a Angola i la República Centreafricana.
Està amenaçada d'extinció per la pèrdua del seu hàbitat natural.